# Савельев, Константин Александрович
Константин Александрович Савельев (1924—1945) — старший сержант Рабоче-крестьянской Красной Армии, участник Великой Отечественной войны, Герой Советского Союза (1945).

## Биография
Константин Савельев родился 30 мая 1924 года в посёлке Общий Рудник (ныне — в черте города Кизел Пермского края). После окончания семи классов школы работал слесарем. В мае 1941 года Савельев был призван на службу в Рабоче-крестьянскую Красную Армию. С марта 1944 года — на фронтах Великой Отечественной войны. В боях был легко ранен.
К январю 1945 года старший сержант Константин Савельев командовал орудием танка 28-го танкового полка 16-й гвардейской механизированной бригады 6-го гвардейского механизированного корпуса 4-й танковой армии 1-го Украинского фронта. Отличился во время освобождения Польши. 13 января 1945 года в боях под Кельце экипаж Савельева уничтожил 1 тяжёлый танк, 7 автомашин, 3 БТР, 2 артиллерийских орудия и более 20 солдат и офицеров противника. Всего же за три дня боёв Савельев с товарищами уничтожил 3 танка, 3 БТР, 9 автомашин и более 30 солдат и офицеров противника. 26 января 1945 года танк Савельева в числе первых вышел к Одеру к северо-востоку от Кёбена и своим огнём прикрыл переправу пехоты, уничтожив 3 огневые точки и 2 артиллерийских орудия. 31 января 1945 года Савельев погиб в бою. Первоначально был похоронен на месте гибели, позднее перезахоронен на Кутузовском мемориале в польском городе Болеславец.
Указом Президиума Верховного Совета СССР от 10 апреля 1945 года за «образцовое выполнение боевых заданий командования на фронте борьбы с немецкими захватчиками и проявленные при этом мужество и героизм» старший сержант Константин Савельев посмертно был удостоен высокого звания Героя Советского Союза. Также был награждён орденом Ленина и медалью.
В честь Савельева назван лесовоз и установлен бюст на его родине.